# 秉氏泥蟹
秉氏泥蟹（学名：Ilyoplax pingi）为沙蟹科泥蟹属的动物。在中国大陆，分布于山东、渤海湾、辽东湾等地，生活环境为海水，多见于穴居于河口泥滩上。